# Кубок африканських чемпіонів 1973
Кубок африканських чемпіонів 1973 — дев'ятий розіграш турніру, що проходив під егідою КАФ. Матчі проходили з квітня 1973 року по 16 грудня 1973 року. Турнір проходив за олімпійською системою, команди грали по два матчі. Усього брали участь 24 команди. Чемпіонський титул уперше здобув заїрський клуб «Віта» з Кіншаса.

## Перший раунд
| Команда 1     | Заг.           | Команда 2              | 1-й матч | 2-й матч |
| ------------- | -------------- | ---------------------- | -------- | -------- |
| АСЕК Мімозас  | 5:2            | Майті Барролл          | 2:1      | 3:1      |
| Форсез Арме   | 4:6            | Моделе                 | 2:2      | 2:4      |
| Горсід        | 3:6            | Ісмайлі                | 3:1      | 0:5      |
| Кенія Брюеріс | 2:2 (пен. 5:4) | Теле Асмара            | 1:1      | 1:1      |
| КАРА          | 3:2            | Спортс Динамік         | 1:0      | 2:2      |
| Фортіор       | 6:3            | Поліс (Масеру)         | 5:1      | 1:2      |
| Майті Джетс   | 2:2            | АС «Жанна д'Арк»       | 2:1      | 0:1      |
| Янг Афріканс  | 2:3            | Аль-Меррейх (Омдурман) | 1:2      | 1:1      |

Примітки
1. ↑  АС «Жанна д'Арк» знявся з турніру після першого матчу.

## Другий раунд
| Команда 1              | Заг.           | Команда 2          | 1-й матч | 2-й матч |
| ---------------------- | -------------- | ------------------ | -------- | -------- |
| Гафія                  | 5:5 (пен. 3:2) | АСЕК Мімозас       | 2:1      | 3:4      |
| Стад Мальєн            | 2:1            | Моделе             | 2:1      | 0:0      |
| Ісмайлі                | 5:1            | Аль-Аглі (Бенгазі) | 4:1      | 1:0      |
| Кенія Брюеріс          | 4:3            | Сімба (Лугазі)     | 3:1      | 1:2      |
| Леопардс (Дуала)       | 2:1            | КАРА               | 2:0      | 0:1      |
| Кабве Воріерс          | 7:0            | Фортіор            | 4:0      | 3:0      |
| Віта (Кіншаса)         | т. п.          | Майті Джетс        | —        | —        |
| Аль-Меррейх (Омдурман) | 1:4            | Асанте Котоко      | 1:1      | 0:3      |

Примітки
1. ↑  «Майті Джетс» знявся з турніру у зв'язку з відсутністю коштів для поїздки в Заїр.

## Фінальний етап

### Чвертьфінал
| Команда 1     | Заг. | Команда 2        | 1-й матч | 2-й матч |
| ------------- | ---- | ---------------- | -------- | -------- |
| Гафія         | 5:6  | Леопардс (Дуала) | 2:4      | 3:2      |
| Стад Мальєн   | 1:7  | Віта (Кіншаса)   | 0:3      | 1:4      |
| Кенія Брюеріс | 1:2  | Ісмайлі          | 0:0      | 1:2      |
| Кабве Воріерс | 2:3  | Асанте Котоко    | 2:1      | 0:2      |

Примітки
1. ↑  «Ісмайлі» знявся з турніру після другого матчу.

### Півфінал
| Команда 1      | Заг. | Команда 2        | 1-й матч | 2-й матч |
| -------------- | ---- | ---------------- | -------- | -------- |
| Віта (Кіншаса) | 4:3  | Леопардс (Дуала) | 3:0      | 1:3      |
| Кенія Брюеріс  | 1:4  | Асанте Котоко    | 0:2      | 1:2      |

## Фінал
| 25 листопада 1973 |

| Асанте Котоко | 4:2 | Віта (Кіншаса) |
| ------------- | --- | -------------- |
|               |     |                |

| «Кумасі Спортс», Кумасі Глядачів: 75 000 |

| 16 грудня 1973 |

| Віта (Кіншаса) | 3:0 | Асанте Котоко |
| -------------- | --- | ------------- |
|                |     |               |

| «25 травня», Кіншаса Глядачів: 55 000 |

«Віта» переміг із загальним рахунком 4–5.
| : | Чемпіон Кубка африканських чемпіонів 1973 [[Файл:Flag of Zaire.svg\|border\|border\|100px\|Заїр]] Віта (Кіншаса) (1-й титул) |